# Tennisti per numero di titoli vinti
Classifiche totali e Big Titles.
Nelle classifiche totali (maschili e femminili) i tornei considerati sono quelli del singolare, doppio e doppio misto appartenenti al Grande Slam, alla Federazione Internazionale Tennis e ai circuiti ATP e WTA. Dall'introduzione ufficiale del professionismo del tennis (Era Open) nel 1968, con l'aggiunta dell'International Lawn Tennis Challenge (istituita nel 1900, meglio conosciuta come Coppa Davis più successive modifiche fino al 2022), dell'Hopman Cup Australiana (disputata in Australia dal 1989 al 2019), dell'ATP Cup (istituita nel 2020 al posto dell'Hopman Cup Australiana e disputata sempre in Australia fino al 2022), della United Cup (istituita in Australia al posto dell'ATP Cup a partire dal 2023), della Laver Cup (istituita nel 2017) e dell'Hopman Cup Europea (istituita a Nizza a partire dal luglio del 2023) per gli uomini. Per quanto riguarda le donne, vanno aggiunte la Federation Cup (istituita nel 1963, meglio conosciuta come Fed Cup più successive modifiche fino al 2022, oggi denominata Billie Jean King Cup), l'Hopman Cup Australiana (disputata in Australia dal 1989 al 2019), la United Cup (istituita in Australia a partire dal 2023 al posto dell'Hopman Cup Australiana) e l'Hopman Cup Europea (istituita a Nizza a partire dal luglio del 2023).
Nella classifica dei Big Titles sono considerati i tornei del singolare maschile più importanti e prestigiosi del mondo: Grande Slam, ATP Finals, ATP Tour Masters 1000, torneo olimpico di tennis e "Alternative Tour Finals Titles", precursori delle attuali ATP Finals.
La fonte principale è l'Association of Tennis Professionals (istituita nel 1972).

## Classifiche totali
Maschile
Tennisti vincitori di almeno 50 titoli tra:
singolare, doppio, doppio misto, Davis Cup (precedentemente nota come International Lawn Tennis Challenge dal 1900 al 1945 e Coppa Davis dal 1946 al 2018), United Cup (precedentemente nota come Hopman Cup Australiana dal 1989 al 2019 e ATP Cup dal 2020 al 2022), Laver Cup istituita nel 2017 e Hopman Cup Europea (istituita a Nizza a partire dal luglio del 2023).
I tennisti in giallo sono quelli ancora in attività, mentre i numeri in grassetto indicano chi detiene il record di vittorie in quella determinata categoria.
| Posizione | Totale | Giocatore          | Periodo     | Singolare | Doppio | Doppio misto | Davis Cup (International Lawn Tennis Challenge/Coppa Davis) | United Cup (Hopman Cup Aus. /ATP Cup) | Laver Cup | Hopman Cup Europea |
| --------- | ------ | ------------------ | ----------- | --------- | ------ | ------------ | ----------------------------------------------------------- | ------------------------------------- | --------- | ------------------ |
| 1.        | 162    | John McEnroe       | 1977 - 2006 | 77        | 79     | 1            | 5                                                           | 0                                     | 0         | 0                  |
| 2.        | 129    | Mike Bryan         | 1998 - 2020 | 0         | 124    | 4            | 1                                                           | 0                                     | 0         | 0                  |
| 3.        | 127    | Bob Bryan          | 1998 - 2020 | 0         | 119    | 7            | 1                                                           | 0                                     | 0         | 0                  |
| 4.        | 126    | Jimmy Connors      | 1972 - 1996 | 109       | 16     | 0            | 1                                                           | 0                                     | 0         | 0                  |
| 5.        | 118    | Roger Federer      | 1998 - 2022 | 103       | 8      | 0            | 1                                                           | 3                                     | 3         | 0                  |
| 6.        | 111    | Ilie Năstase       | 1969 - 1985 | 64        | 45     | 2            | 0                                                           | 0                                     | 0         | 0                  |
| 7.        | 110    | Rafael Nadal       | 2001 - 2024 | 92        | 11     | 0            | 5                                                           | 0                                     | 2         | 0                  |
| 8.        | 109    | Stan Smith         | 1968 - 1986 | 46        | 56     | 0            | 7                                                           | 0                                     | 0         | 0                  |
| 9.        | 108    | Rod Laver          | 1956 - 1979 | 75        | 28     | 0            | 5                                                           | 0                                     | 0         | 0                  |
| 10.       | 104    | Novak Đoković      | 2003 -      | 100       | 1      | 0            | 1                                                           | 1                                     | 1         | 0                  |
| 11.       | 101    | Ivan Lendl         | 1978 - 1994 | 94        | 6      | 0            | 1                                                           | 0                                     | 0         | 0                  |
| 12.       | 99     | Tom Okker          | 1968 - 1980 | 31        | 68     | 0            | 0                                                           | 0                                     | 0         | 0                  |
| 13.       | 95     | Daniel Nestor      | 1991 - 2018 | 0         | 91     | 4            | 0                                                           | 0                                     | 0         | 0                  |
| 14.       | 93     | Todd Woodbridge    | 1988 - 2005 | 2         | 83     | 6            | 2                                                           | 0                                     | 0         | 0                  |
| 15.       | 84     | John Newcombe      | 1967 - 1983 | 43        | 33     | 2            | 6                                                           | 0                                     | 0         | 0                  |
| 16.       | 80     | Brian Gottfried    | 1972 - 1989 | 25        | 54     | 0            | 1                                                           | 0                                     | 0         | 0                  |
| 17.       | 79     | Raúl Ramírez       | 1973 - 1996 | 19        | 60     | 0            | 0                                                           | 0                                     | 0         | 0                  |
| 18.       | 78     | Guillermo Vilas    | 1969 - 1994 | 62        | 16     | 0            | 0                                                           | 0                                     | 0         | 0                  |
| 19.       | 77     | Mark Woodforde     | 1984 - 2000 | 4         | 67     | 5            | 1                                                           | 0                                     | 0         | 0                  |
| 20.       | 73     | Marty Riessen      | 1964 - 1985 | 14        | 52     | 7            | 0                                                           | 0                                     | 0         | 0                  |
| 20.       | 73     | Emilio Sánchez     | 1984 - 1998 | 15        | 55     | 2            | 0                                                           | 1                                     | 0         | 0                  |
| 22.       | 72     | Frew McMillan      | 1969 - 1984 | 2         | 64     | 5            | 1                                                           | 0                                     | 0         | 0                  |
| 22.       | 72     | Peter Fleming      | 1973 - 1987 | 3         | 67     | 0            | 2                                                           | 0                                     | 0         | 0                  |
| 24.       | 70     | Bob Hewitt         | 1970 - 1982 | 8         | 55     | 6            | 1                                                           | 0                                     | 0         | 0                  |
| 25.       | 69     | Björn Borg         | 1973 - 1983 | 64        | 4      | 0            | 1                                                           | 0                                     | 0         | 0                  |
| 26.       | 68     | Pete Sampras       | 1988 - 2002 | 64        | 2      | 0            | 2                                                           | 0                                     | 0         | 0                  |
| 27.       | 67     | Wojciech Fibak     | 1973 - 1992 | 15        | 52     | 0            | 0                                                           | 0                                     | 0         | 0                  |
| 28.       | 67     | Anders Järryd      | 1980 - 2006 | 8         | 58     | 0            | 1                                                           | 0                                     | 0         | 0                  |
| 29.       | 67     | Boris Becker       | 1984 - 1999 | 49        | 15     | 0            | 2                                                           | 1                                     | 0         | 0                  |
| 30.       | 65     | Tomáš Šmíd         | 1976 - 1992 | 9         | 55     | 0            | 1                                                           | 0                                     | 0         | 0                  |
| 30.       | 65     | Leander Paes       | 1991 - 2021 | 1         | 54     | 10           | 0                                                           | 0                                     | 0         | 0                  |
| 32.       | 64     | Andre Agassi       | 1986 - 2006 | 60        | 1      | 0            | 3                                                           | 0                                     | 0         | 0                  |
| 32.       | 64     | Stefan Edberg      | 1983 - 1996 | 42        | 18     | 0            | 4                                                           | 0                                     | 0         | 0                  |
| 34.       | 63     | Jonas Björkman     | 1991 - 2013 | 6         | 54     | 0            | 3                                                           | 0                                     | 0         | 0                  |
| 35.       | 61     | Nenad Zimonjić     | 1995 - 2022 | 0         | 54     | 5            | 1                                                           | 1                                     | 0         | 0                  |
| 36.       | 60     | Mahesh Bhupathi    | 1995 - 2016 | 0         | 52     | 8            | 0                                                           | 0                                     | 0         | 0                  |
| 37.       | 58     | Robert Lutz        | 1967 - 1986 | 10        | 43     | 0            | 5                                                           | 0                                     | 0         | 0                  |
| 38.       | 57     | Maks Mirny         | 1994 - 2018 | 1         | 52     | 4            | 0                                                           | 0                                     | 0         | 0                  |
| 39.       | 56     | Manuel Orantes     | 1968 - 1984 | 33        | 23     | 0            | 0                                                           | 0                                     | 0         | 0                  |
| 39.       | 56     | Mark Knowles       | 1992 - 2016 | 0         | 55     | 1            | 0                                                           | 0                                     | 0         | 0                  |
| 41.       | 55     | Paul Haarhuis      | 1989 - 2011 | 1         | 54     | 0            | 0                                                           | 0                                     | 0         | 0                  |
| 42.       | 54     | Sherwood Stewart   | 1973 - 1990 | 1         | 51     | 2            | 0                                                           | 0                                     | 0         | 0                  |
| 42.       | 54     | Andrés Gómez       | 1979 - 2004 | 21        | 33     | 0            | 0                                                           | 0                                     | 0         | 0                  |
| 42.       | 54     | Evgenij Kafelnikov | 1992 - 2003 | 26        | 27     | 0            | 1                                                           | 0                                     | 0         | 0                  |
| 45.       | 52     | Rick Leach         | 1987 - 2011 | 0         | 46     | 4            | 2                                                           | 0                                     | 0         | 0                  |
| 46.       | 50     | Andy Murray        | 2005 - 2024 | 46        | 3      | 0            | 1                                                           | 0                                     | 0         | 0                  |

Femminile

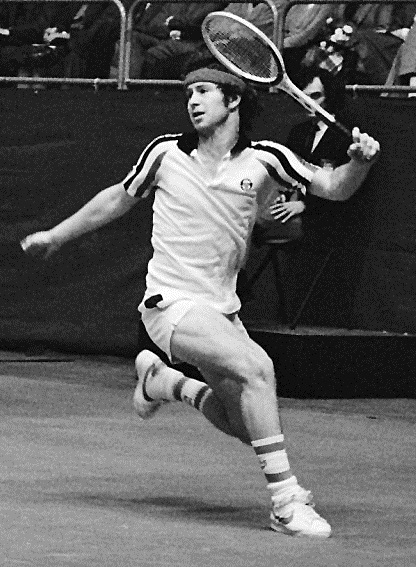
John McEnroe detiene il record del maggior numero di titoli vinti a livello maschile (162) considerando singolare, doppio e le altre competizioni

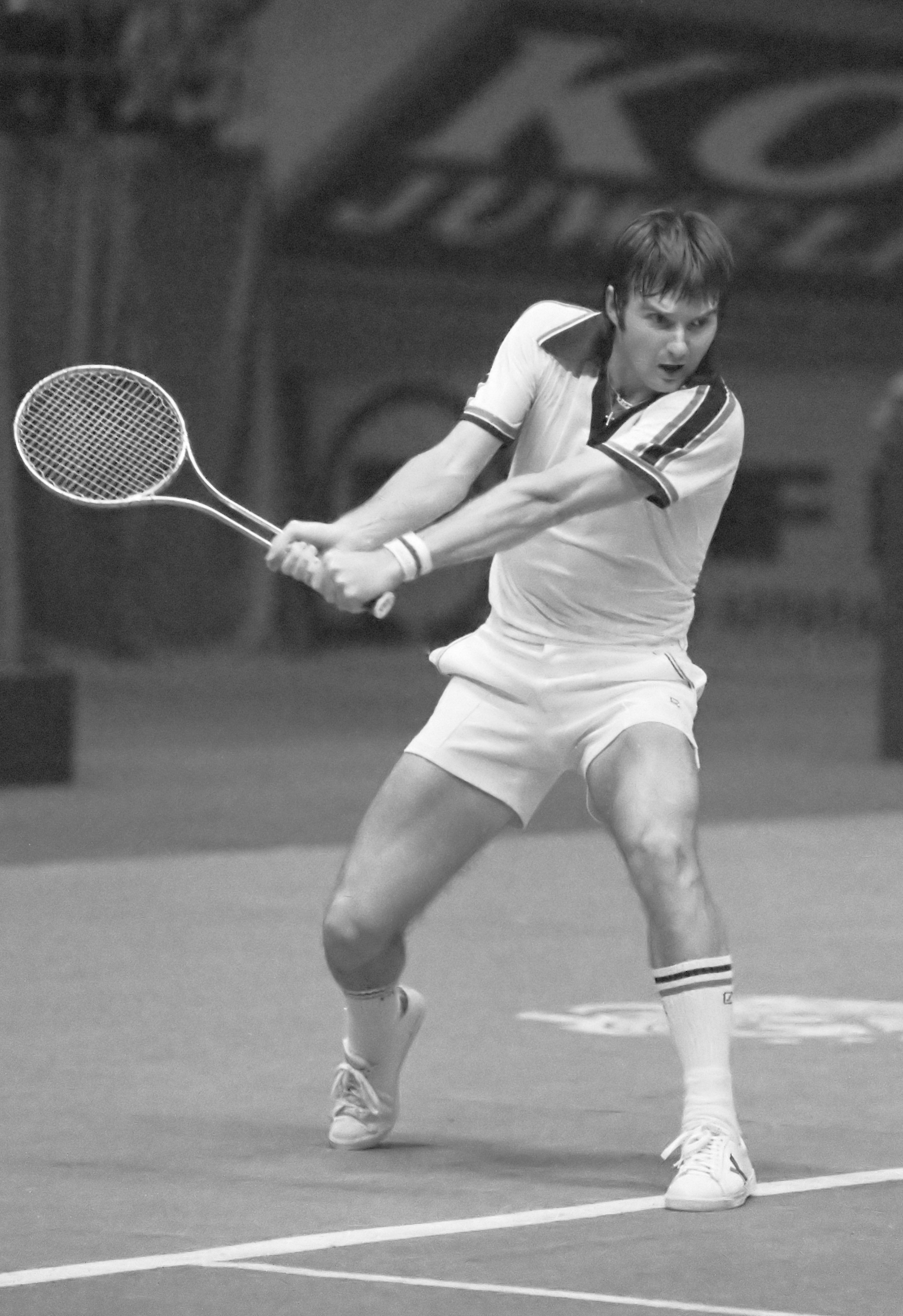
Jimmy Connors detiene il record del maggior numero di titoli vinti in singolare (109) a livello maschile

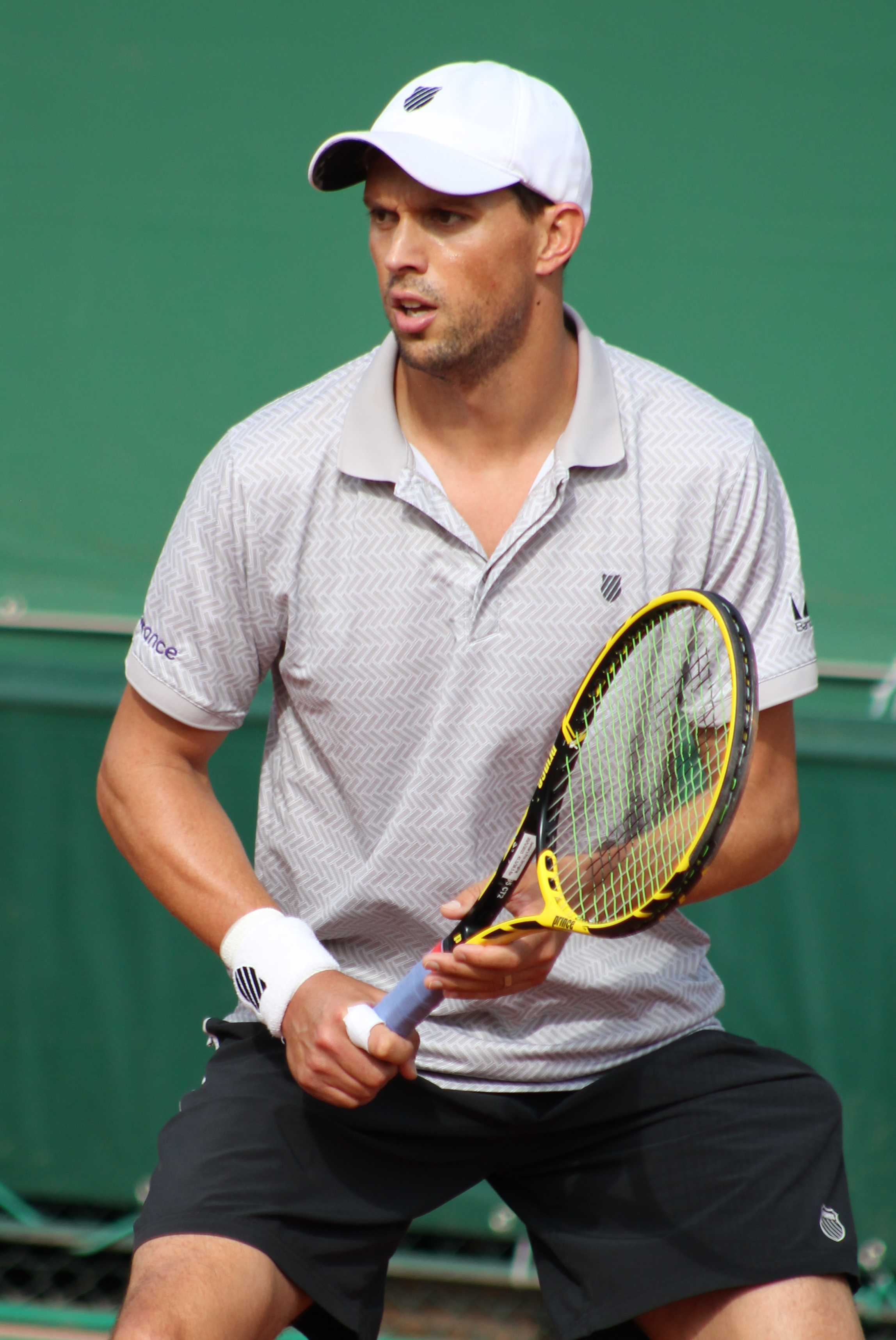
Mike Bryan detiene il record del maggior numero di titoli vinti in doppio (124) a livello maschile

Tenniste vincitrici di almeno 50 titoli tra: 
singolare, doppio, doppio misto, Billie Jean King Cup (precedentemente nota come Federation Cup dal 1963 al 1994 e Fed Cup dal 1995 al 2019), United Cup (istituita nel 2023 e precedentemente nota come Hopman Cup Australiana dal 1989 al 2019) e Hopman Cup Europea (istituita a Nizza a partire dal luglio del 2023). 
Le tenniste in giallo sono quelle ancora in attività, mentre i numeri in grassetto indicano chi detiene il record di vittorie in quella determinata categoria.

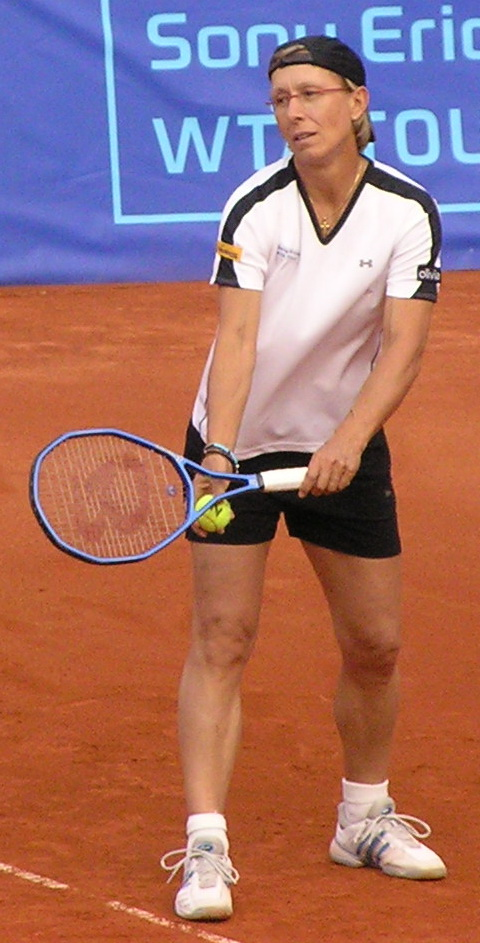
Martina Navrátilová detiene tre record sia a livello femminile che maschile: maggior numero di titoli vinti (357), maggior numero di titoli vinti in singolare (167) e maggior numero di titoli vinti in doppio (177)

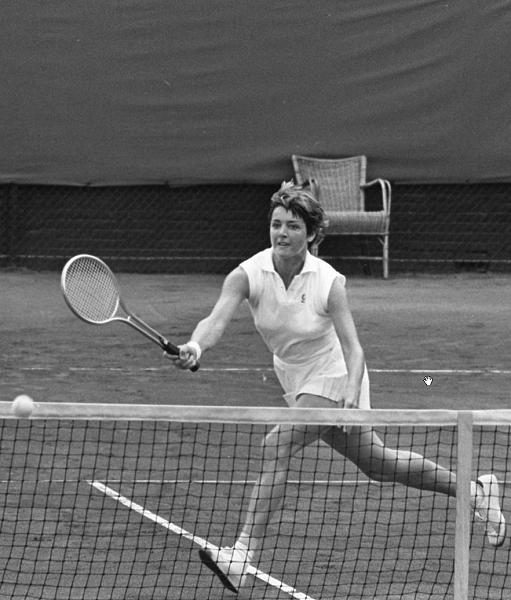
Margaret Court detiene il record di titoli vinti in doppio misto (21) sia a livello femminile che maschile

| Posizione | Totale | Giocatore               | Periodo     | Paese                       | Singolare | Doppio | Doppio misto | Billie Jean King Cup (Federation Cup/Fed Cup) | United Cup (Hopman Cup Australiana) | Hopman Cup Europea |
| --------- | ------ | ----------------------- | ----------- | --------------------------- | --------- | ------ | ------------ | --------------------------------------------- | ----------------------------------- | ------------------ |
| 1.        | 357    | Martina Navrátilová     | 1975 - 2006 | Cecoslovacchia/ Stati Uniti | 167       | 177    | 10           | 3                                             | 0                                   | 0                  |
| 2.        | 194    | Chris Evert             | 1972 - 1989 | Stati Uniti                 | 154       | 32     | 0            | 8                                             | 0                                   | 0                  |
| 3.        | 165    | Margaret Court          | 1959 - 1977 | Australia                   | 92        | 48     | 21           | 4                                             | 0                                   | 0                  |
| 4.        | 132    | Rosemary Casals         | 1966 - 1991 | Stati Uniti                 | 11        | 112    | 3            | 6                                             | 0                                   | 0                  |
| 5.        | 130    | Pam Shriver             | 1979 - 1997 | Stati Uniti                 | 21        | 106    | 1            | 2                                             | 0                                   | 0                  |
| 6.        | 121    | Steffi Graf             | 1982 - 1999 | Germania                    | 107       | 11     | 0            | 2                                             | 1                                   | 0                  |
| 7.        | 115    | Martina Hingis          | 1994 - 2017 | Svizzera                    | 43        | 64     | 7            | 0                                             | 1                                   | 0                  |
| 8.        | 112    | Billie Jean King        | 1959 - 1990 | Stati Uniti                 | 78        | 16     | 11           | 7                                             | 0                                   | 0                  |
| 9.        | 109    | Arantxa Sánchez Vicario | 1985 - 2005 | Spagna                      | 29        | 69     | 4            | 5                                             | 2                                   | 0                  |
| 10.       | 106    | Jana Novotná            | 1987 - 2003 | Rep. Ceca                   | 24        | 76     | 4            | 1                                             | 1                                   | 0                  |
| 11.       | 101    | Serena Williams         | 1995 - 2022 | Stati Uniti                 | 73        | 23     | 2            | 1                                             | 2                                   | 0                  |
| 12.       | 97     | Lindsay Davenport       | 1993 - 2010 | Stati Uniti                 | 55        | 38     | 0            | 3                                             | 1                                   | 0                  |
| 13.       | 89     | Lisa Raymond            | 1993 - 2015 | Stati Uniti                 | 4         | 79     | 5            | 0                                             | 1                                   | 0                  |
| 13.       | 89     | Helena Suková           | 1983 - 1998 | Rep. Ceca                   | 10        | 69     | 5            | 4                                             | 1                                   | 0                  |
| 15.       | 86     | Nataša Zvereva          | 1988 - 2002 | Bielorussia                 | 4         | 80     | 2            | 0                                             | 0                                   | 0                  |
| 16.       | 83     | Evonne Goolagong Cawley | 1967 - 1985 | Australia                   | 68        | 11     | 1            | 3                                             | 0                                   | 0                  |
| 17.       | 74     | Venus Williams          | 1994 -      | Stati Uniti                 | 49        | 22     | 2            | 1                                             | 0                                   | 0                  |
| 18.       | 72     | Gigi Fernández          | 1983 - 1997 | Stati Uniti                 | 2         | 69     | 0            | 1                                             | 0                                   | 0                  |
| 19.       | 71     | Larisa Neiland          | 1982 - 2000 | Lettonia                    | 2         | 65     | 4            | 0                                             | 0                                   | 0                  |
| 20.       | 69     | Wendy Turnbull          | 1975 - 1989 | Australia                   | 9         | 55     | 5            | 0                                             | 0                                   | 0                  |
| 21.       | 66     | Cara Black              | 1998 - 2015 | Zimbabwe                    | 1         | 60     | 5            | 0                                             | 0                                   | 0                  |
| 22.       | 63     | Monica Seles            | 1989 - 2003 | Stati Uniti                 | 53        | 6      | 0            | 3                                             | 1                                   | 0                  |
| 23.       | 62     | Rennae Stubbs           | 1986 - 2011 | Australia                   | 0         | 60     | 2            | 0                                             | 0                                   | 0                  |
| 24.       | 55     | Virginia Wade           | 1962 - 1986 | Regno Unito                 | 55        | 0      | 0            | 0                                             | 0                                   | 0                  |
| 24.       | 55     | Liezel Huber            | 1993 - 2017 | Stati Uniti                 | 0         | 53     | 2            | 0                                             | 0                                   | 0                  |
| 26.       | 53     | Kim Clijsters           | 1997 - 2022 | Belgio                      | 41        | 11     | 0            | 1                                             | 0                                   | 0                  |
| 27.       | 51     | Sara Errani             | 2005-       | Italia                      | 9         | 35     | 3            | 4                                             | 0                                   | 0                  |
| 28.       | 50     | Hana Mandlíková         | 1975 - 1990 | Cecoslovacchia/ Australia   | 27        | 19     | 0            | 4                                             | 0                                   | 0                  |

## Big Titles
Singolare maschile
Tornei più importanti e prestigiosi del mondo: Grande Slam, ATP Finals, ATP Tour Masters 1000 e Olimpiadi.
Si tiene conto anche delle Alternative Tour Finals Titles che si sono svolte dal 1971 al 1989. Sono state i precursori delle attuali ATP Finals introdotte nel 1990, pertanto alcuni tennisti non le hanno mai giocate e si tratta di: Ðokovic, Nadal, Federer, Agassi e Murray.
Non hanno mai disputato invece le Olimpiadi Laver e Borg, essendo state reintrodotte nel 1988.
Novak Ðokovic e Andre Agassi sono gli unici tennisti della storia ad aver vinto ogni singolo torneo della categoria Big Titles.
Tennisti vincitori di almeno 20 titoli.
| Giocatore     | Totale | Grande Slam | ATP Finals | ATP Tour Masters 1000 | Olimpiadi | Alternative Tour Finals Titles |
| ------------- | ------ | ----------- | ---------- | --------------------- | --------- | ------------------------------ |
| Novak Đoković | 72     | 24          | 7          | 40                    | 1         |                                |
| Rafael Nadal  | 59     | 22          | -          | 36                    | 1         |                                |
| Roger Federer | 54     | 20          | 6          | 28                    | -         |                                |
| Ivan Lendl    | 33     | 8           | 5          | 18                    | -         | 2                              |
| John McEnroe  | 32     | 7           | 3          | 17                    | -         | 5                              |
| Pete Sampras  | 32     | 14          | 5          | 11                    | -         | 2                              |
| Jimmy Connors | 31     | 8           | 1          | 20                    | -         | 2                              |
| Rod Laver     | 31     | 11          | -          | 18                    | -         | 2                              |
| Andre Agassi  | 27     | 8           | 1          | 17                    | 1         |                                |
| Bjorn Borg    | 25     | 11          | 2          | 11                    | -         | 1                              |
| Boris Becker  | 23     | 6           | 3          | 12                    | -         | 2                              |
| Andy Murray   | 20     | 3           | 1          | 14                    | 2         |                                |

GRANDE SLAM
Tennisti vincitori di almeno 10 Slam.
| Giocatore     | Totale | AO | RG | W | US |
| ------------- | ------ | -- | -- | - | -- |
| Novak Đoković | 24     | 10 | 3  | 7 | 4  |
| Rafael Nadal  | 22     | 2  | 14 | 2 | 4  |
| Roger Federer | 20     | 6  | 1  | 8 | 5  |
| Pete Sampras  | 14     | 2  | -  | 7 | 5  |
| Roy Emerson   | 12     | 6  | 2  | 2 | 2  |
| Björn Borg    | 11     | -  | 6  | 5 | -  |
| Rod Laver     | 11     | 3  | 2  | 4 | 2  |
| Bill Tilden   | 10     | -  | -  | 3 | 7  |

ATP FINALS
| Giocatore          | Totale | Anni                                     |
| ------------------ | ------ | ---------------------------------------- |
| Novak Đoković      | 7      | 2008, 2012, 2013, 2014, 2015, 2022, 2023 |
| Roger Federer      | 6      | 2003, 2004, 2006, 2007, 2010, 2011       |
| Pete Sampras       | 5      | 1991, 1994, 1996, 1997, 1999             |
| Ivan Lendl         | 5      | 1981, 1982, 1985, 1986, 1987             |
| Ilie Năstase       | 4      | 1971, 1972, 1973, 1975                   |
| Boris Becker       | 3      | 1988, 1992, 1995                         |
| John McEnroe       | 3      | 1978, 1983, 1984                         |
| Alexander Zverev   | 2      | 2018, 2021                               |
| Lleyton Hewitt     | 2      | 2001, 2002                               |
| Björn Borg         | 2      | 1979, 1980                               |
| Jannik Sinner      | 1      | 2024                                     |
| Daniil Medvedev    | 1      | 2020                                     |
| Stefanos Tsitsipas | 1      | 2019                                     |
| Grigor Dimitrov    | 1      | 2017                                     |
| Andy Murray        | 1      | 2016                                     |
| Nikolaj Davydenko  | 1      | 2009                                     |
| David Nalbandian   | 1      | 2005                                     |
| Gustavo Kuerten    | 1      | 2000                                     |
| Àlex Corretja      | 1      | 1998                                     |
| Michael Stich      | 1      | 1993                                     |
| Andre Agassi       | 1      | 1990                                     |
| Stefan Edberg      | 1      | 1989                                     |
| Jimmy Connors      | 1      | 1977                                     |
| Manuel Orantes     | 1      | 1976                                     |
| Guillermo Vilas    | 1      | 1974                                     |
| Stan Smith         | 1      | 1970                                     |

ATP TOUR MASTERS 1000
Il circuito chiamato oggi ATP Tour Masters 1000 nacque nel 1990, ci sono alcuni tennisti che hanno disputato alcuni tornei prima di tale anno e quindi non è indicato il numero vinto di ogni singolo torneo. Si tratta di: Connors, Laver, Lendl, McEnroe, Becker e Borg. 
Lo Stockholm Open non fa più parte dei 9 tornei Masters 1000 dal 1995, lo Stuttgart Masters di Stoccarda dal 2002 e l'Hamburg European Open dal 2009 quando fu retrocesso alla categoria ATP 500.
Tennisti vincitori di almeno 10 titoli.
| Giocatore     | Totale | INDIAN WELLS | MIAMI | MONTE CARLO | MADRID | ROMA | MONTREAL TORONTO | CINCINNATI | SHANGHAI | PARIGI BERCY | ST/SC/HA |
| ------------- | ------ | ------------ | ----- | ----------- | ------ | ---- | ---------------- | ---------- | -------- | ------------ | -------- |
| Novak Đoković | 40     | 5            | 6     | 2           | 3      | 6    | 4                | 3          | 4        | 7            | -/-/-    |
| Rafael Nadal  | 36     | 3            | -     | 11          | 5      | 10   | 5                | 1          | -        | -            | -/-/1    |
| Roger Federer | 28     | 5            | 4     | -           | 3      | -    | 2                | 7          | 2        | 1            | -/-/4    |
| Jimmy Connors | 20     |              |       |             |        |      |                  |            |          |              |          |
| Rod Laver     | 18     |              |       |             |        |      |                  |            |          |              |          |
| Ivan Lendl    | 18     |              |       |             |        |      |                  |            |          |              |          |
| John McEnroe  | 17     |              |       |             |        |      |                  |            |          |              |          |
| Andre Agassi  | 17     | 1            | 6     | -           | 1      | 1    | 3                | 3          | -        | 2            | -/-/-    |
| Andy Murray   | 14     | -            | 2     | -           | 2      | 1    | 3                | 2          | 3        | 1            | -/-/-    |
| Boris Becker  | 12     |              |       |             |        |      |                  |            |          |              |          |
| Bjorn Borg    | 11     |              |       |             |        |      |                  |            |          |              |          |
| Pete Sampras  | 11     | 2            | 3     | -           | -      | 1    | -                | 3          | -        | 2            | -/-/-    |

GIOCHI OLIMPICI (DALLA REINTRODUZIONE NEL 1988)
| Giocatore           | Totale | Anni       |
| ------------------- | ------ | ---------- |
| Andy Murray         | 2      | 2012, 2016 |
| Miloslav Mečíř      | 1      | 1988       |
| Marc Rosset         | 1      | 1992       |
| Andre Agassi        | 1      | 1996       |
| Evgenij Kafel'nikov | 1      | 2000       |
| Nicolás Massú       | 1      | 2004       |
| Rafael Nadal        | 1      | 2008       |
| Alexander Zverev    | 1      | 2020       |
| Novak Ðokovic       | 1      | 2024       |